# Maspeth (Queens)
Maspeth est un quartier de la municipalité de New York, situé au cœur de l'arrondissement du Queens.
Il a été fondé au début du XVIIe siècle; c'est la première implantation européenne dans le comté du Queens.
Le nom « Maspeth » vient des amérindiens Mespeatches, une des 13 tribus qui peuplaient Long Island.

## Démographie
Composition ethno-raciale en 2010, :
- Blancs non hispaniques (59,2 %)
- Hispaniques et Latinos (26,6 %)
- Asiatiques (12,0 %)
- Noirs (0,8 %)
- Métis (0,8 %)
- Autres (0,5 %)

Selon l'American Community Survey, pour la période 2012-2016, 45,5 % de la population âgée de plus de 5 ans déclare parler l'anglais à la maison, 23,9 % déclare parler l'espagnol, 13,0 % le polonais, 6,2 % une langue chinoise, 1,7 % l'italien, 1,5 % le tagalog, 1,1 % le coréen, 0,9 % l'arabe, 0,9 % le grec et 5,3 % une autre langue.